# Nati nel 1301
| Questa pagina contiene informazioni ricavate automaticamente dalle voci biografiche con l'ausilio del template Bio e di un bot. L'aggiornamento è periodico e automatico e ricostruisce completamente la pagina. Se manca una persona in questa lista, sei pregato di non aggiungerla, ma accertati piuttosto che la sua voce biografica contenga il template Bio e che i dati anagrafici siano correttamente compilati. Se il template Bio manca, inseriscilo tu stesso o, in alternativa, metti l'avviso {{tmp\|Bio}} che ne segnala la mancanza. Se i dati riportati sono sbagliati, correggi direttamente la voce biografica; le modifiche saranno visibili in questa lista entro pochi giorni. Per chiarimenti vedi il progetto biografie. La lista contiene solo le 16 persone che sono citate nell'enciclopedia e per le quali è stato implementato correttamente il template Bio. Pagina aggiornata al 10 ago 2025. |

- 23 luglio - Ottone IV d'Asburgo, duca († 1339)
- 5 agosto - Edmondo Plantageneto, I conte di Kent, principe inglese († 1330)
- 24 settembre - Ralph Stafford, I conte di Stafford, nobile e militare inglese († 1372)
- 7 ottobre - Alessandro I di Tver', principe († 1339)
- 18 novembre - Caterina II di Valois, sovrana († 1346)
- 30 novembre - Andrea Corsini, religioso italiano († 1374)
- Simone Boccanegra, doge († 1363)
- Pierre Flandrin, cardinale francese († 1381)
- Ingeborg di Norvegia, nobile norvegese († 1361)
- William Montacute, I conte di Salisbury, nobile britannico († 1344)
- Ni Zan, pittore e monaco taoista cinese († 1374)
- Nitta Yoshisada, militare giapponese († 1338)
- Giovanna Soderini, religiosa italiana († 1367)
- Stefano Fiorentino, pittore italiano († 1350)
- Hélie de Talleyrand-Périgord, vescovo cattolico e cardinale francese († 1364)
- Ibn Kathir, storico e giurista arabo († 1373)